# Tramway de Kyoto
Le tramway de Kyoto est le réseau de tramways de la ville de Kyoto, au Japon. Il est également appelé Randen (嵐電). Le réseau est exploité par la compagnie Keifuku Electric Railroad et comporte deux lignes, totalisant 11 km de voies.

## Histoire
La première ligne de tramway, l'actuelle ligne Arashiyama, est ouverte par le tramway électrique d'Arashiyama (嵐山電車軌道, Arashiyama Densha Kidō) en 1910. Elle est transférée à la compagnie Kyōto Dentō (京都電燈) qui ouvre la ligne Kitano en 1925. En 1942, Le réseau est transféré à la Keifuku Electric Railroad.

## Caractéristiques

### Réseau
Le réseau comprend deux lignes :
- la ligne Arashiyama (嵐山本線) longue de 7,2 km,
- la ligne Kitano (北野線) longue de 3,8 km.

L'écartement des voies de 1 435 mm.

### Liste des stations

#### Ligne Arashiyama

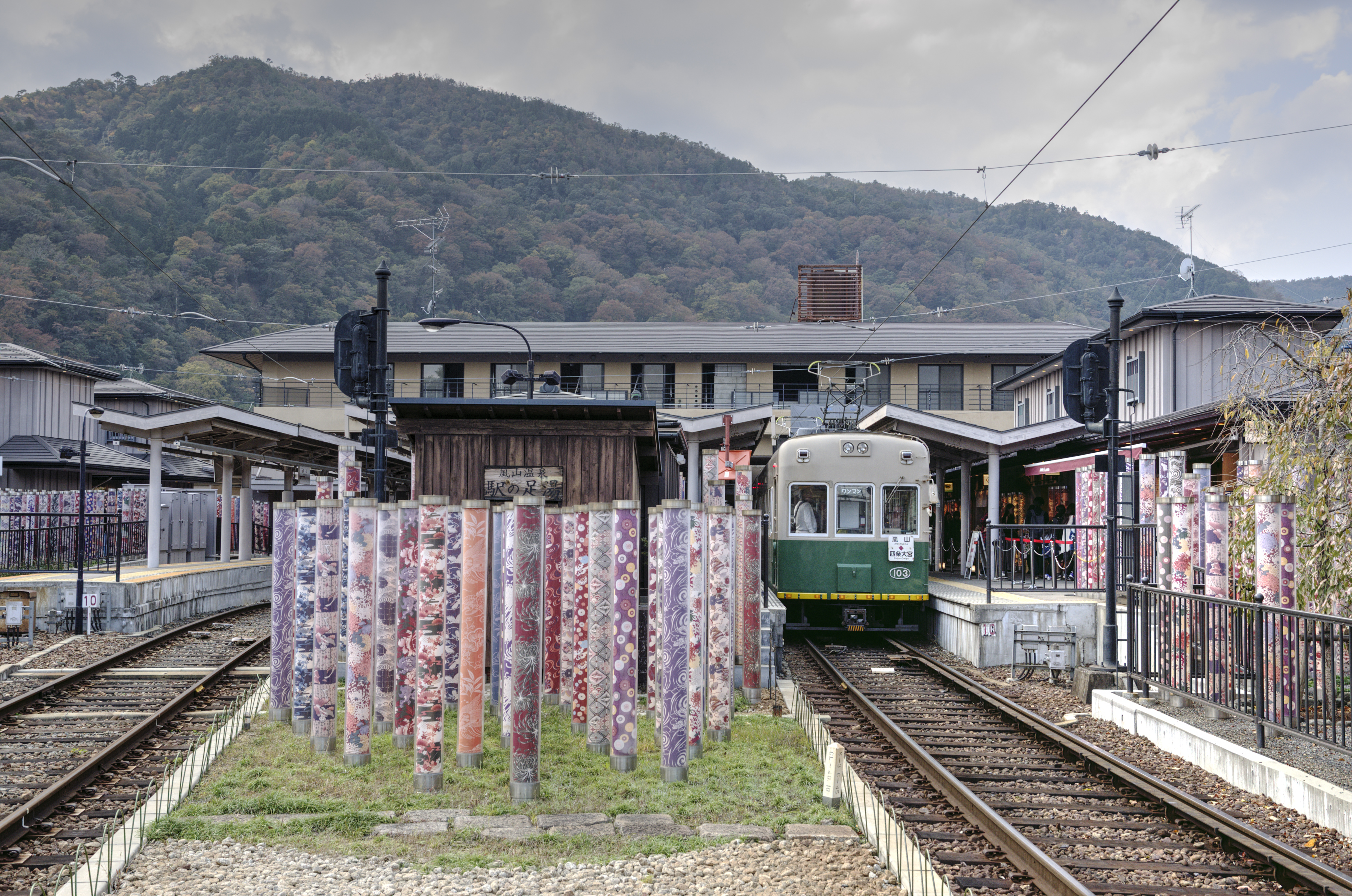
Le terminus d'Arashiyama.

| Numéro | Station           | Nom japonais | Distance (km) | Correspondances                                                             | Arrondissement |
| ------ | ----------------- | ------------ | ------------- | --------------------------------------------------------------------------- | -------------- |
| A1     | Shijō-Ōmiya       | 四条大宮     | 0             | Hankyu : Kyoto (à Ōmiya)                                                    | Shimogyō       |
| A2     | Sai               | 西院         | 1,4           | Hankyu : Kyoto (à Saiin)                                                    | Nakagyō        |
| A3     | Nishiōji-Sanjō    | 西大路三条   | 2,0           |                                                                             | Ukyō           |
| A4     | Yamanouchi        | 山ノ内       | 2,8           |                                                                             | Ukyō           |
| A5     | Randen-Tenjingawa | 嵐電天神川   | 3,7           | Métro de Kyoto : Tōzai (à Uzumasa Tenjingawa)                               | Ukyō           |
| A6     | Kaikonoyashioro   | 蚕ノ社       | 3,9           |                                                                             | Ukyō           |
| A7     | Uzumasa-Kōryūji   | 太秦広隆寺   | 4,4           |                                                                             | Ukyō           |
| A8     | Katabiranotsuji   | 帷子ノ辻     | 5,2           | Randen : Kitano JR West : Sagano (à Uzumasa)                                | Ukyō           |
| A9     | Arisugawa         | 有栖川       | 5,7           |                                                                             | Ukyō           |
| A10    | Kurumazaki-Jinja  | 車折神社     | 6,2           |                                                                             | Ukyō           |
| A11    | Rokuōin           | 鹿王院       | 6,5           |                                                                             | Ukyō           |
| A12    | Randen-Saga       | 嵐電嵯峨     | 6,9           | JR West : Sagano (à Saga-Arashiyama) Sagano Scenic Railway (à Torokko Saga) | Ukyō           |
| A13    | Arashiyama        | 嵐山         | 7,2           |                                                                             | Ukyō           |

#### Ligne Kitano
| Numéro | Station                       | Nom japonais                       | Distance (km) | Correspondances                                  | Arrondissement |
| ------ | ----------------------------- | ---------------------------------- | ------------- | ------------------------------------------------ | -------------- |
| B9     | Kitano-Hakubaichō             | 北野白梅町                         | 0             |                                                  | Kita           |
| B8     | Tōjiin Ritsumeikan University | 等持院・立命館大学衣笠キャンパス前 | 0,7           |                                                  | Kita           |
| B7     | Ryōanji                       | 龍安寺                             | 0,9           |                                                  | Ukyō           |
| B6     | Myōshinji                     | 妙心寺                             | 1,3           |                                                  | Ukyō           |
| B5     | Omuro-Ninnaji                 | 御室仁和寺                         | 1,7           |                                                  | Ukyō           |
| B4     | Utano                         | 宇多野                             | 2,1           |                                                  | Ukyō           |
| B3     | Narutaki                      | 鳴滝川                             | 2,6           |                                                  | Ukyō           |
| B2     | Tokiwa                        | 常磐                               | 2,9           |                                                  | Ukyō           |
| B1     | Satsueisho-mae                | 撮影所前                           | 3,5           |                                                  | Ukyō           |
| A8     | Katabiranotsuji               | 帷子ノ辻                           | 5,2           | Randen : Arashiyama JR West : Sagano (à Uzumasa) | Ukyō           |

## Matériel roulant

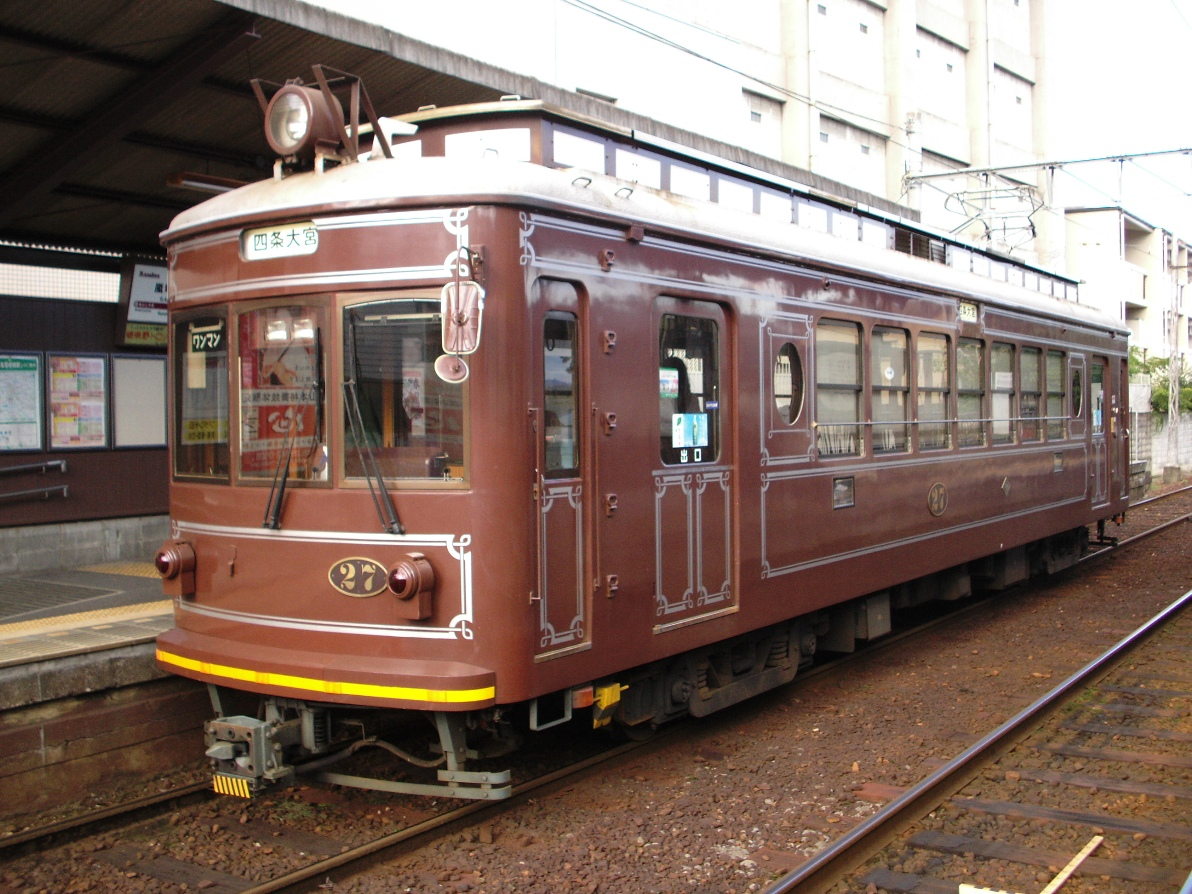
série Mobo 21
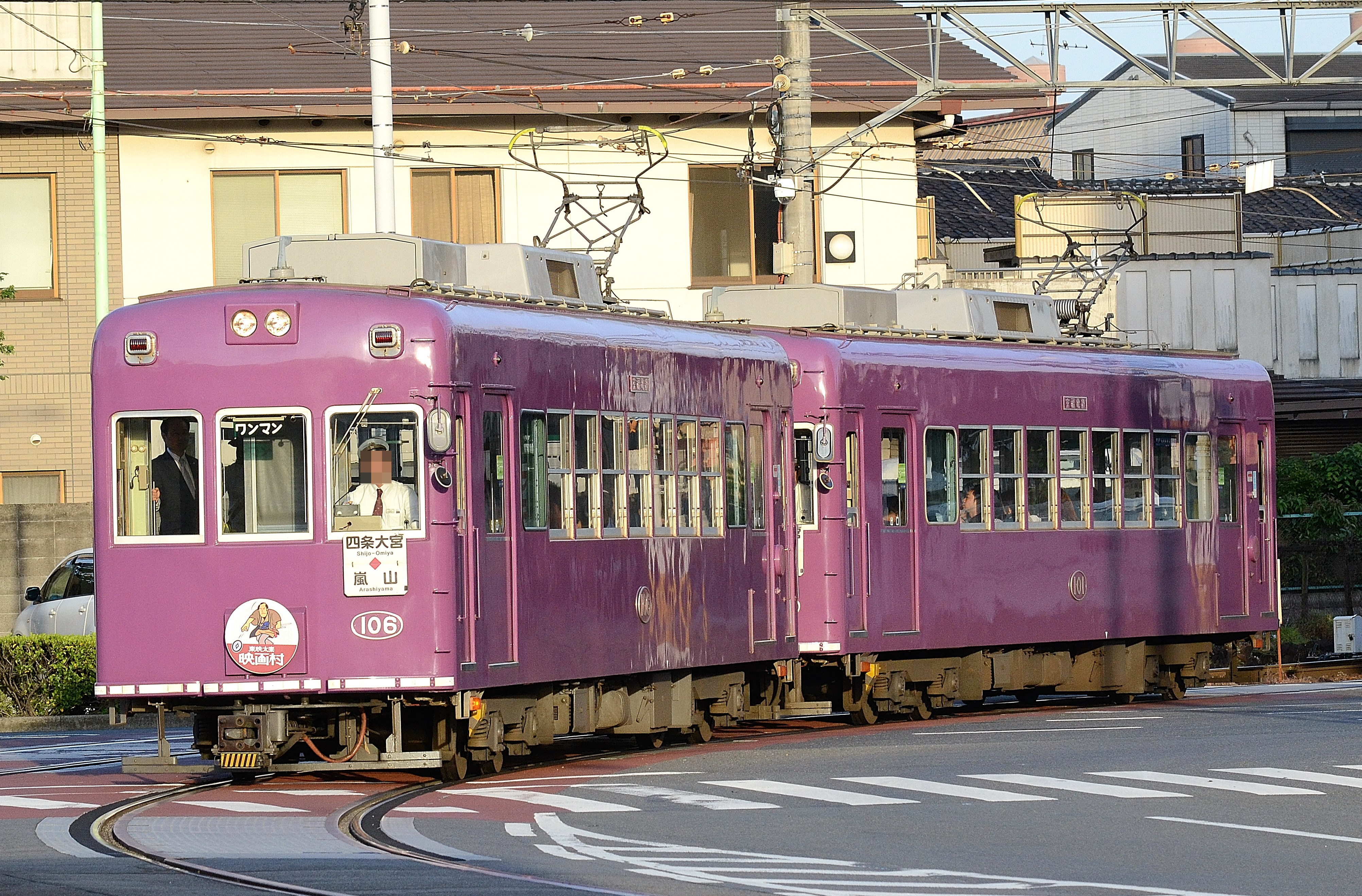
série Mobo 101
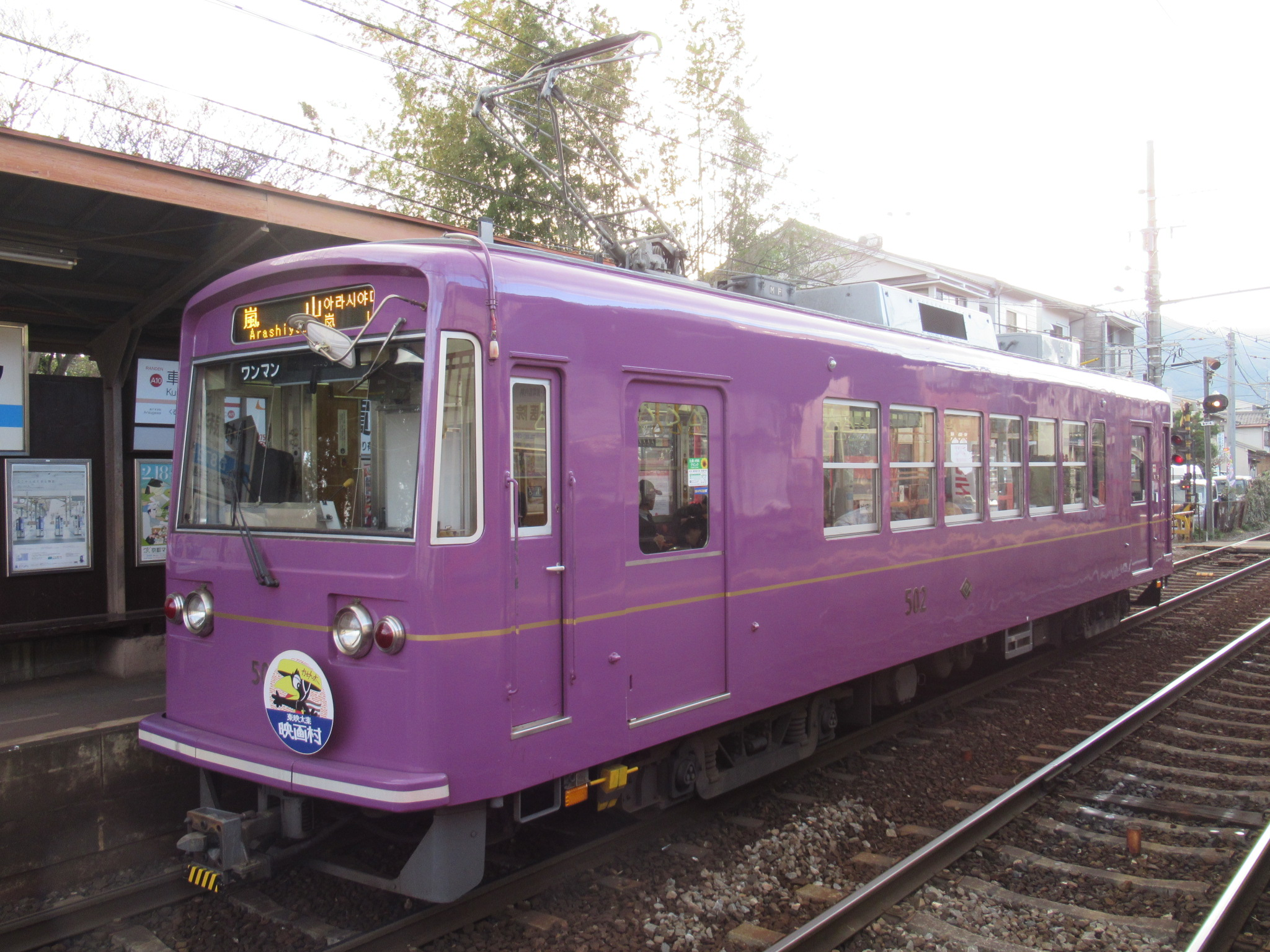
série Mobo 501
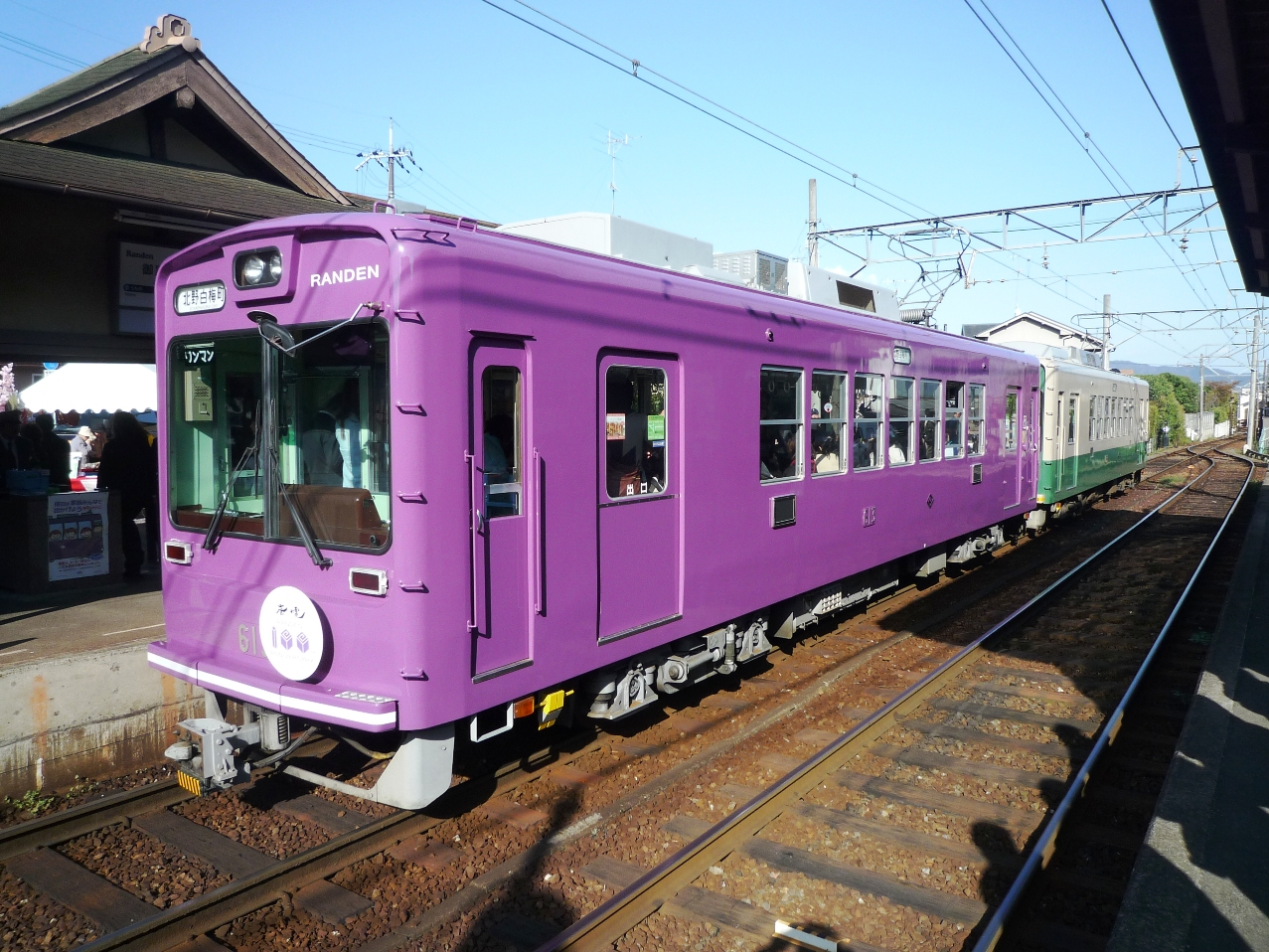
série Mobo 611
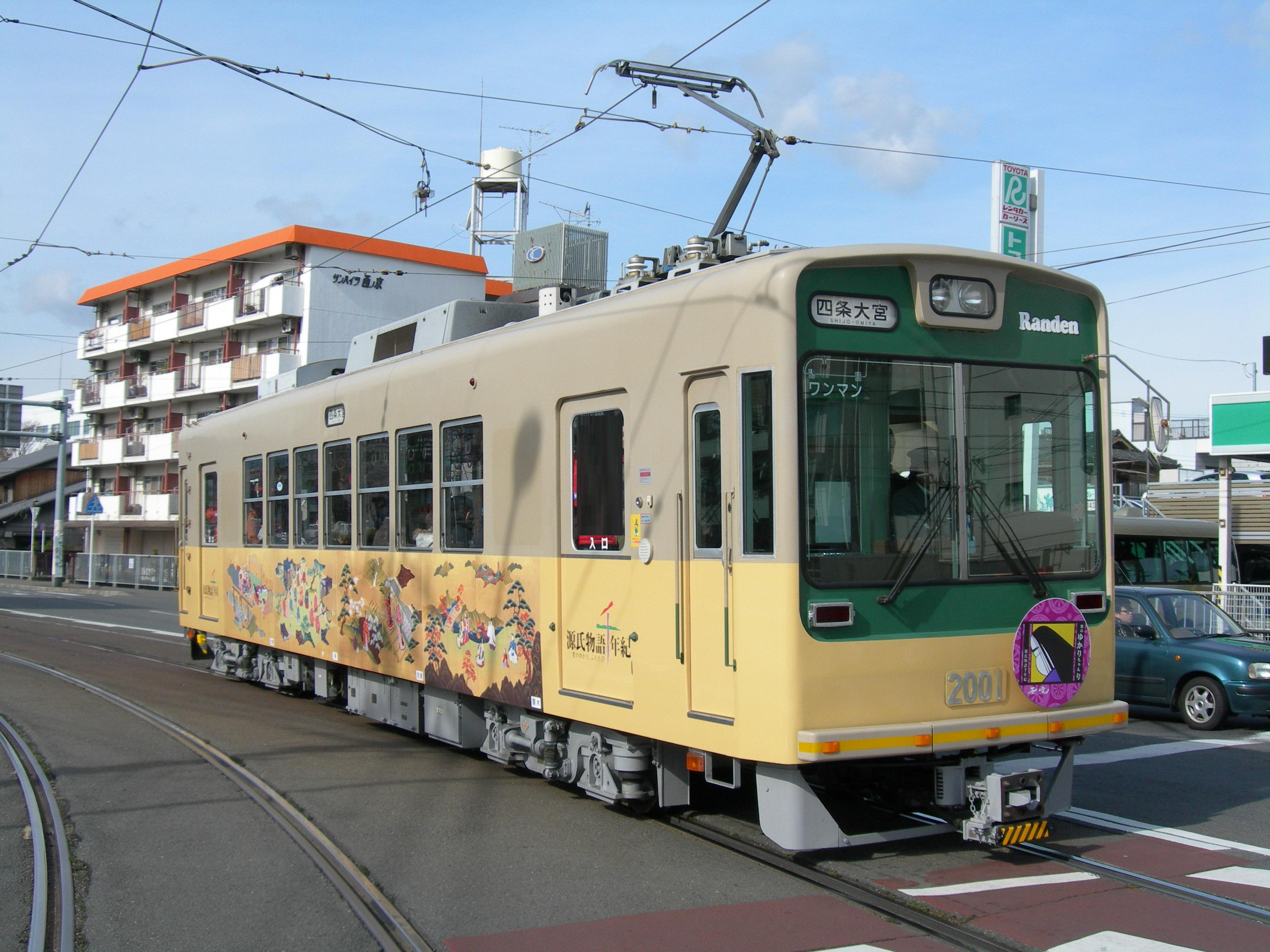
série Mobo 2001